# Шульце Вессель, Мартин

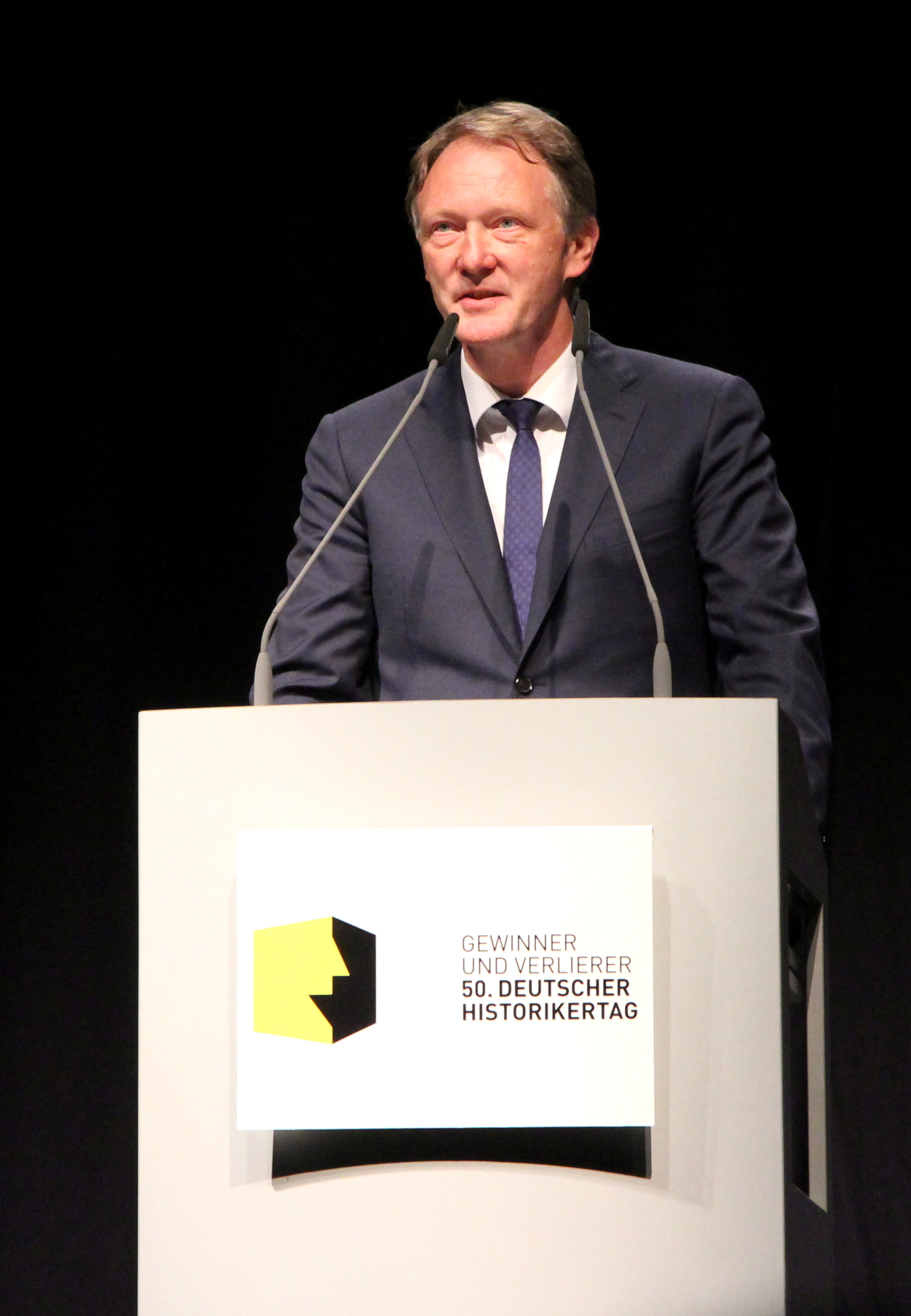
Мартин Шульце Вессель на открытии Дня историка в Геттингене 2014 г.

Мартин Шульце Вессель (нем. Martin Schulze Wessel; род. 9 января 1962, Мюнстер, Северный Рейн-Вестфалия) — немецкий историк, специалист по истории Восточной Европы. С 2003 года профессор Университета Людвига-Максимилиана в Мюнхене.

## Жизнь и достижения
Изучал историю Нового времени и Восточной Европы и славистику в университетах Мюнхена, Москвы и Берлина. С 1990 по 1995 год работал научным сотрудником в Институте Фридриха Майнеке Свободного университета Берлина. В 1994 году защитил докторскую диссертацию о восприятии Пруссии в России XVII—XX вв. Звание профессора присвоено на основе исследования « Революция и религиозное инакомыслие». Римско-католическое и русское православное духовенство как агенты религиозных изменений в землях Богемии и Габсбургской монархии и в России, 1848—1922 гг . С 2003 по 2011 год возглавлял исторический отдел Восточноевропейского института в Регенсбурге. С летнего семестра 2003 года возглавил кафедру истории Восточной и Юго-Восточной Европы в Мюнхенском университете, сменив на этом посту Эдгара Хёша. Является главой Collegium Carolinum в Мюнхене и председателем попечительского совета Historisches Kolleg. Являлся приглашенным научным сотрудником программы Рихарда Вайцзеккера в 2021/22 году в Колледже Святого Антония Оксфордского университета.
В 2008 году Баварская академия наук избрала Шульце Весселя полноправным членом своего философско-исторического отдела. Является членом
Немецко-чешской и немецко-словацкой исторической комиссии, которую возглавлял с 2006 по 2012 год. Является членом немецкой секции Немецко-украинской исторической комиссии. С 2010 года является спикером Международной учебно-исследовательской группы «Религиозные культуры в Европе 19 и 20 веков» основанной университетом Людвига-Максимилиана в Мюнхене и Карловым университетом в Праге при поддержке Немецкого исследовательского фонда (DFG) и Чешского национального финансового учреждения Grantová Agentura. Совместно с Ульфом Бруннбауэром является представителем Высшей школы исследований Восточной и Юго-Восточной Европы, которая была открыта в декабре 2012 года в рамках Инициативы передового опыта федерального правительства и правительств земель в университете Мюнхена и Университете Регенсбурга. Является членом Научно-консультативного совета Центра исследований современной истории (ZZF) Немецкого исторического института в Варшаве и Института по разработке школьных учебников имени Георга Эккерта. Является редактором журналов «Богемия» и "Ежегодники по истории Восточной Европы ", а также соредактором журнала «История и общество».
Был инициатором создания концепции выставки о депортации немцев из Польши и Чехии после Второй мировой войны, поддержанной Немецко-польской комиссией по школьным учебникам и Немецко-чешской и немецко-словацкой исторической комиссией. На Конгрессе немецких историков 2016 года в Гамбурге был председателем Ассоциации немецких историков. С 2017 года сменил Андреаса Виршинга на посту председателя попечительского совета Исторического колледжа в Мюнхене.
Среди научных интересов проф. Весселя история религий Центрально-Восточной и Восточной Европы, истории империй Восточной Европы, социальная истории России XIX и XX веков, историография и историческая мысль в России, история Центрально-Восточной Европы, особенно история Чехии с 1848 года, а также отношения между Восточной, Центральной и Западной Европой.

## Мнения
Вторжение России на Украину
Считает, что хотя войну развязал лично Путин, имеет место и коллективная ответственность россиян. Профессор Шульце Вессель указывает:
Путин не действует в пустом пространстве, он действует в культурном контексте, и можно даже сказать, что он — продукт этого контекста.

## Избранные труды
Монографии
- Revolution und religiöser Dissens. Der römisch-katholische und russisch-orthodoxe Klerus als Träger religiösen Wandels in den böhmischen Ländern und in Russland 1848—1922 (= Veröffentlichungen des Collegium Carolinum. Bd. 123). Oldenbourg, München 2011, ISBN 3-486-70662-4.
- Russlands Blick auf Preußen. Die polnische Frage in der Diplomatie und der politischen Öffentlichkeit des Zarenreiches und des Sowjetstaates 1697—1947. Klett-Cotta, Stuttgart 1995, ISBN 3-608-91723-3.
- Der Prager Frühling: Aufbruch in eine neue Welt. Reclam, Ditzingen 2018, ISBN 978-3-15-011159-8.

В соавторстве
- mit Franziska Davies und Michael Brenner: Jews and Muslims in the Russian Empire and the Soviet Union (= Religiöse Kulturen im Europa der Neuzeit. Bd. 6). Vandenhoeck & Ruprecht, Göttingen 2015, ISBN 978-3-525-31028-1
- mit Irene Götz[нем.] und Ekaterina Makhotina: Vilnius. Geschichte und Gedächtnis einer Stadt zwischen den Kulturen. Campus-Verlag, Frankfurt am Main 2012, ISBN 978-3-593-39308-7.
- Nationalisierung der Religion und Sakralisierung der Nation im östlichen Europa, Stuttgart 2006, ISBN 3-515-08665-X.
- Loyalitäten in der Tschechoslowakischen Republik: 1918—1938 (= Veröffentlichungen des Collegium Carolinum. Bd. 101). Oldenbourg, München 2004, ISBN 3-486-57587-2.
- mit Jörg Requate[нем.]: Europäische Öffentlichkeit. Transnationale Kommunikation seit dem 18. Jahrhundert. Campus-Verlag, Frankfurt am Main 2002, ISBN 3-593-37043-3.